# Henri Bouasse
Henri Bouasse (16 novembre 1866 à Paris 6e - 15 novembre 1953 à Toulouse) est un physicien français du XXe siècle, qui enseigne à la Faculté des sciences de Toulouse de 1892 à 1937, et qui est principalement connu pour la rédaction d’un vaste traité de physique en 45 volumes, auquel il donne le nom de Bibliothèque scientifique de l'ingénieur et du physicien ainsi que pour les préfaces, de caractère polémique, qu’il rédige à cette occasion, notamment contre la mauvaise organisation de l’enseignement scientifique en France ou contre la « nouvelle physique » du XXe siècle (relativité, mécanique quantique).

## Biographie
Henri Pierre Maxime Bouasse naît le 16 novembre 1866, à Paris. Il est issu d'une famille d'imprimeurs installée rue Garancière, près de Saint-Sulpice, Paris 6e.
En 1883, il entre au lycée Louis-le-Grand ; en 1885, à l'École normale supérieure puis, en 1888, il est reçu major à l'agrégation de physique.
De 1888 à 1891, à Paris, il est préparateur d’Éleuthère Mascart au Collège de France.
En 1892 il effectue une courte période d'enseignement secondaire, aux lycées d'Agen puis de Toulon. Il est appelé à la Faculté des Sciences de Toulouse, où il reste 44 ans, jusqu'à la fin de sa carrière en 1937. En novembre 1892 il soutient une thèse de doctorat ès sciences mathématiques ; en 1897, une thèse de doctorat ès sciences physiques et il est nommé professeur titulaire de Physique.
De 1912 à 1931, Bouasse publie sa Bibliothèque scientifique de l'ingénieur et du physicien. Il actualise certains volumes jusqu'en 1947.

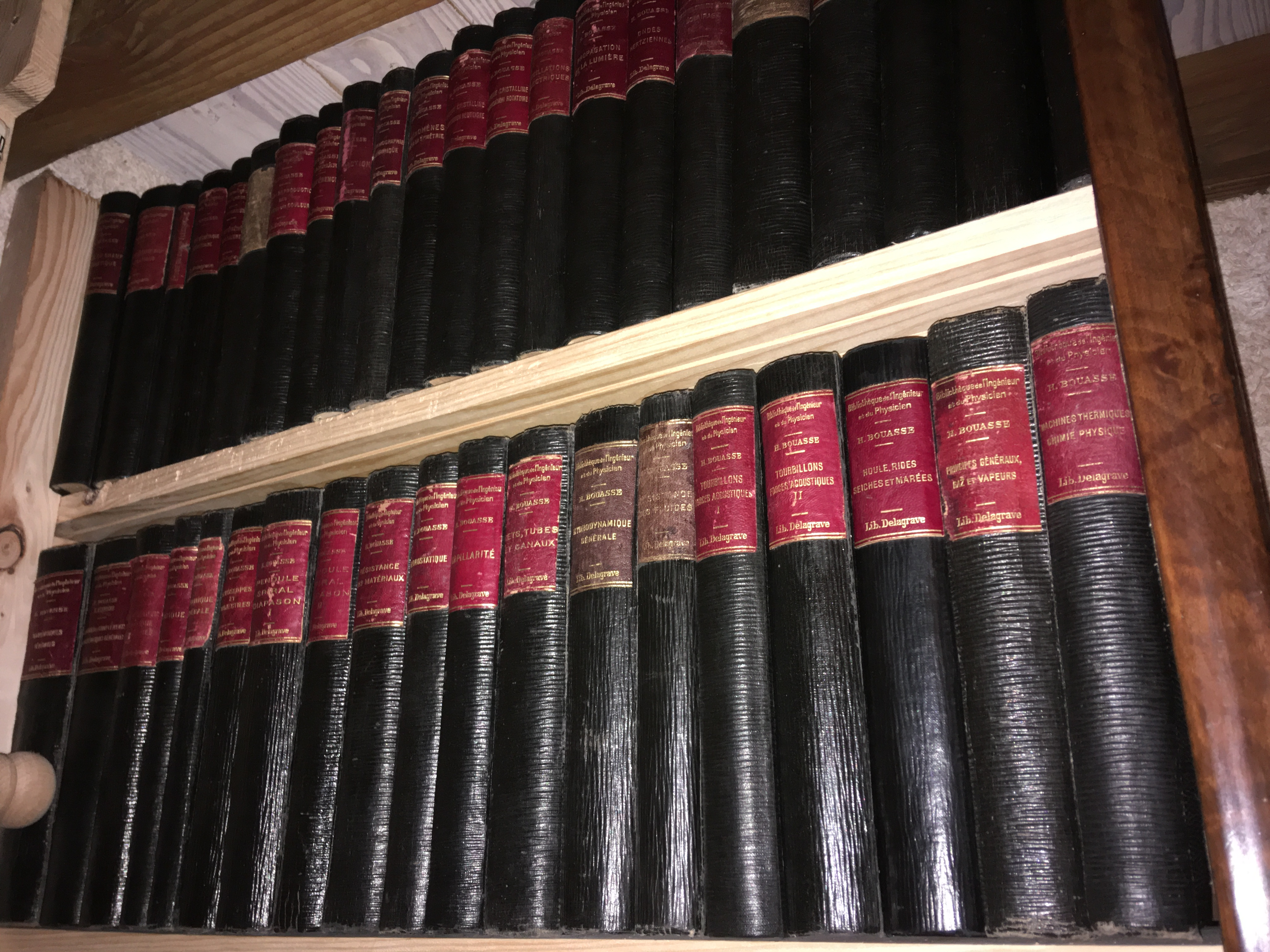

Il atteint l'âge de la retraite en 1937. La Faculté des Sciences de Toulouse lui confère l'honorariat et met à sa disposition un laboratoire où il poursuit ses recherches en hydrodynamique et en acoustique.
Il meurt le 15 novembre 1953, à l'âge de 87 ans.

## Œuvre

### Études sur l'enseignement
- Bachot et bachotage, étude sur l'enseignement en France, P., Lethielleux, s.d. (1910), in-12, 296 p.
- Préfaces figurant dans les volumes du traité de physique Bibliothèque scientifique de l'ingénieur et du physicien (voir section suivante).

### Cours de physique
- Introduction à l'étude des théories de la Mécanique, 301 p., Georges Carré Éditeur, 1895, texte ou en ligne sur LillOnum
- Physique, avec L. Brizard, classes de Première A et B, programmes du 31 mai 1902, Librairie Ch. Delagrave, s.d. (vers 1902 ?)
- Bibliothèque de l'Élève-ingénieur, Essai des matériaux. Notions fondamentales relatives aux déformations élastiques et permanentes, Alexandre Gratier et Jules Rey Éditeurs à Grenoble, 1905, texte
- Bases physiques de la musique, Scientia, avril 1906, texte sur Internet Archive
- Cours de Physique conforme aux programmes des certificats et de l'agrégation de physique, Ch. Delagrave, 1907, en six tomes : tome 1 - Mécanique physique (Texte disponible en ligne sur LillOnum) ; tome 2 - Thermodynamique, Théorie des ions. (Texte disponible en ligne sur lillOnum) ; tome 3 - Électricité et magnétisme (Disponible en ligne sur LillOnum) ; tome 4 - Optique, Étude des instruments (Texte disponible en ligne sur LillOnum) ; tome 5 - Électroptique, Ondes hertziennes (texte sur Gallica ou sur LillOnum) ; tome 6 - Étude des symétries (Texte disponible en ligne sur LillOnum).
- Cours de mécanique rationnelle et expérimentale, spécialement écrit pour les physiciens et les ingénieurs conforme au programme du certificat de mécanique rationnelle, XII-669 p., Librairie Ch. Delagrave, 1910, texte
- Bibliothèque scientifique de l'ingénieur et du physicien, Librairie Delagrave. Ce grand traité de physique est structuré comme suit, en 45 volumes.
- Thermodynamique générale : gaz et vapeurs. Delagrave (Paris, 1932). Texte disponible en ligne sur LillOnum.

| Vol. n°                                    | Titre du volume | Accès au contenu | Titre de la préface | Éditions (n°) année - pages                                           |
| ------------------------------------------ | --- | ---------------- | --- | --------------------------------------------------------------------- |
| MATHÉMATIQUES                              | |                  | |                                                                       |
| 1                                          | Cours de Mathématiques générales | Texte            | Avant-propos sans titre                                                                                                   | (1) 1912 (2) 1914 - 646 (3) 1918 (4) 1920 ....1937, 1947              |
| 2                                          | Exercices et compléments de mathématiques générales |                  | | (1) 1912 - 499 (2) 1920 (3) 1934                                      |
| MÉCANIQUE RATIONNELLE ET EXPÉRIMENTALE     | |                  | |                                                                       |
| 3                                          | Théorie des vecteurs, cinématique, mécanismes |                  | Des manipulations et du dessin pédagogique                                                                                | 1921 - XXII-483                                                       |
| 4                                          | Statique. Machines simples, bascules et balances, frottement, freins, graissage. Statique graphique                                                                        |                  | La science et l'hypothèse                                                                                                 | 1920 - XXIV-516                                                       |
| 5                                          | Dynamique générale. Balistique. Volants et régulateurs |                  | Certificats de licence | (1) 1923 - XXIII-324 (?) 1927                                         |
| 6                                          | Gyroscopes et projectiles |                  | Défense des préfaces | 1923 - XXIII-429                                                      |
| 7                                          | Pendule, spiral, diapason. Mesure des forces et chronométrie. Applications à l'horlogerie. Tome I                                                                          |                  | Du professeur idéal | 1920 - XXVI-475                                                       |
| 8                                          | Pendule, spiral, diapason. Mesure des forces et chronométrie. Applications à l'horlogerie. Tome II                                                                         | texte            | Des Savants texte sur wikisource                                                                                          | 1920 - XXII-518                                                       |
| ÉTUDE DES SOLIDES                          | |                  | |                                                                       |
| 9                                          | Théorie de l'Élasticité. Résistance des matériaux. [Déformations permanentes]                                                                                              |                  | De l'inutilité des mathématiques pour la formation de l'esprit                                                            | (1) 1920 - XXIII-563 (2) 1931 (3) 1947                                |
| ÉTUDE DES FLUIDES                          | |                  | |                                                                       |
| 10                                         | Hydrostatique. Manomètres, baromètres, pompes. Équilibre des corps flottants                                                                                               |                  | L'esprit scolaire | 1923 - XXIV-480                                                       |
| 11                                         | Capillarité - Phénomènes superficiels |                  | Science et professorat | 1924 - XXI-437                                                        |
| 12                                         | Jets, Tubes et canaux |                  | Soviets universitaires | 1923 - XXI-554                                                        |
| 13                                         | Hydrodynamique générale, Fluides parfaits et visqueux, Ailes d'avions |                  | Titres et décorations | 1928 - XXIII-488                                                      |
| 14                                         | Résistance des fluides. Vol des avions et des oiseaux. Hélices et moulins à vent. Manœuvre des navires                                                                     |                  | L'esprit taupin. Texte sur bibnum                                                                                         | 1928 - 485                                                            |
| 15                                         | Tourbillons. Forces acoustiques. Circulations diverses. Tome I |                  | Mauvaises méthodes | 1931 - XXIV-423                                                       |
| 16                                         | Tourbillons. Forces acoustiques. Circulations diverses. Tome II |                  | Être à la page | 1932 - XXIII-584                                                      |
| 17                                         | Houle, Rides, Seiches et Marées |                  | Snobisme et pseudoscience texte sur wikisource                                                                            | 1924 - XXII-516                                                       |
| THERMODYNAMIQUE                            | |                  | |                                                                       |
| 18                                         | Principes généraux. Gaz et vapeurs |                  | Des principes, de leur emploi et de la nature de leur certitude Texte sur wikisource                                      | (2) 1913 (3) 1919 - XXIII-463 (?) 1923 (9) 1938 (10) 1947 - XXIII-578 |
| 19                                         | Machines thermiques. Chimie physique |                  | Du rôle pédagogique des expériences et des manipulations                                                                  | 1913 (2) 1919 - XX-402 (3) 1925 1939                                  |
| MAGNÉTISME ET ÉLECTRICITÉ                  | |                  | |                                                                       |
| 20                                         | Étude du champ magnétique. Instruments de mesure. Unités |                  | Sur quelques erreurs à éviter dans la rédaction d'un cours de physique                                                    | 1914 (4) 1921 - XX-448 (?) 1925 (8) 1937                              |
| 21                                         | Applications. Aimants et électros, Compas, Dynamos Télégraphes et Téléphones                                                                                               |                  | Sur l'enseignement des sciences appliquées                                                                                | (1) vers 1914 (2) 1920 - XXI-559 (3) 1925                             |
| 22                                         | Étude du champ électrique. Électricité statique. Piles, Ions gazeux |                  | Une crise de l'intelligence française, la haine de l'effort et la manie du renseignement                                  | 1916 (2) 1920 - XXXI-653                                              |
| OPTIQUE                                    | |                  | |                                                                       |
| 23a                                        | Optique géométrique élémentaire. Focométrie. Optométrie | Texte            | De l'éducation normalisée (système Taylor), de l'esprit de système et autres caricatures du bon sens Texte sur wikisource | 1917 - XXVIII-337                                                     |
| 23b                                        | Optique et photométrie dites géométriques |                  | De l'éducation normalisée (système Taylor), de l'esprit de système et autres caricatures du bon sens                      | (?) 1934 (4) 1947 - XXXI-620                                          |
| 24                                         | Optique géométrique supérieure. Caustiques. Rayons courbes. Lentilles cylindriques                                                                                         |                  | La science, ni belle, ni moralisatrice, ne vaut que par le détail                                                         | (1) 1917 - XXIX-316 (2) 1926                                          |
| 25                                         | Construction, description et emploi des Appareils de mesure et d'observation                                                                                               | Texte            | L'industrie à travers le prisme universitaire                                                                             | (1) 1917 - XXX-631 (2) 1921 (?) 1935                                  |
| 26                                         | Vision et reproduction des formes et des couleurs. Vision mono et binoculaire. Illusions d'optique. Photométrie. Théorie des couleurs. Photographie. Procédés d'impression | Texte            | L’Inorganisation du travail scientifique en France. Texte sur wikisource                                                  | (1) 1917 - XXV-561 (2) 1928                                           |
| 27                                         | Interférences |                  | Discours sur le style Texte sur wikisource                                                                                | (1) 1923 - XXXI-462                                                   |
| 28                                         | Diffraction |                  | Conseils aux savants qui veulent être lus                                                                                 | (1) 1923 - XXII-480                                                   |
| ÉTUDE DES SYMÉTRIES ET OPTIQUE CRISTALLINE | |                  | |                                                                       |
| 29                                         | Cristallographie géométrique. Groupes de déplacement |                  | Le savant dans la littérature et dans la réalité                                                                          | (1) 1929 - XXVIII-354                                                 |
| 30                                         | Phénomènes liés à la symétrie |                  | Vulgarisation primaire | 1931 - XXIV-480                                                       |
| 31                                         | Optique cristalline. Double réfraction, Polarisation rectiligne et elliptique                                                                                              |                  | De l'impossibilité d'une classification des sciences                                                                      | (1) 1925 - XXXIII-483                                                 |
| 32                                         | Optique cristalline. Polarisation rotatoire, états mésomorphes [cristaux mous ?]                                                                                           |                  | Compétences | (1) 1925 - XXIV-399                                                   |
| ÉLECTROPTIQUE                              | |                  | |                                                                       |
| 33                                         | Oscillations électriques |                  | Logique formelle | 1924 - XXXII-278                                                      |
| 34                                         | Ondes hertziennes. Applications |                  | Pédagogie Texte sur wikisource Des enseignements éducatifs Texte sur wikisource                                           | 1925 - XXV-347                                                        |
| 35                                         | Propagation de la lumière. Théorie de la Réflexion vitreuse et métallique                                                                                                  |                  | Du Progrès et de la perfectibilité humaine Texte sur wikisource                                                           | 1925 - XX-480                                                         |
| 36                                         | Émission. Chaleur solaire. Éclairage. Théorie de l'émission |                  | Critique scientifique | (1) 1925 - XXIV-439                                                   |
| ACOUSTIQUE                                 | |                  | |                                                                       |
| 37                                         | Acoustique générale. Ondes aériennes |                  | Acoustique et musique | (1) 1926 - XXIV-544                                                   |
| 38                                         | Cordes et membranes. Instruments de musique à cordes et à membranes |                  | Histoire de la science | 1926 - XXIV-506                                                       |
| 39                                         | Tuyaux et résonateurs. Introduction à l'étude des instruments à vent |                  | L'esprit scolaire | 1929 - XXVII-492                                                      |
| 40                                         | Instruments à vent. Tome I Anches métalliques et membraneuses. Tuyaux à anches et à bouche. Orgue. Instruments à embouchure de cor                                         |                  | La science et l'archéologie                                                                                               | 1929 - 411                                                            |
| 41                                         | Instruments à vent. Tome II Instruments à piston, à anche, à embouchure de flûte. Voix humaine. Sons de sillage, d'écoulement, de biseau                                   |                  | Bafouillage | 1930 - 387                                                            |
| 42                                         | Verges et plaques. Cloches et carillons |                  | Des tropes | 1927 - XXIV-456                                                       |
| 43                                         | Séismes et sismographes |                  | Théories et expériences                                                                                                   | 1927 - 395                                                            |
| ASTRONOMIE ET SCIENCES CONNEXES            | |                  | |                                                                       |
| 44                                         | Astronomie théorique et pratique |                  | De la manière d'enseigner les sciences inutiles                                                                           | (1) 1918 - XXIX-630 (2)1921                                           |
| 45                                         | Géographie mathématique. Arpentage. Topographie. Cartes géographiques. Géodésie.                                                                                           | Texte            | Critique historique et bon sens.                                                                                          | (1) 1919 - 494 (2) 1922/23                                            |

### Recherche
- Réflexion et réfraction dans les milieux isotropes, transparents et absorbants. Thèse de doctorat ès sciences mathématiques.
- En matière d’acoustique et de facture instrumentale, Henri Bouasse a rédigé un ensemble d'ouvrages qui rassemble un bloc de connaissances cohérentes sur la physique et l'acoustique des instruments de musique, en phase avec son époque, et relativement accessible aux luthiers et aux facteurs d'instruments de musique.
- Torsion des fils fins. Thèse de doctorat ès sciences physiques.
- Mémoires sur la théorie de l'élasticité et la résistance des matériaux.
- Les résultats de ses recherches expérimentales en hydrodynamique ont été publiés dans les revues suivantes :
  - Annales de physique,
  - Annales de la Faculté des Sciences de Toulouse,
  - Publications Scientifiques et Techniques du Ministère de l'Air.
    - no 26, Tourbillons donnés par les jets de très petite vitesse (currentilignes) ;
    - no 67, Phénomènes dans les fluides tournants ;
    - no 140, Stabilité des entonnoirs et des trompes.
- Les résultats des recherches qu’il mena à partir de 1937 ont été peu publiés en raison de la guerre.